# Rioblanco
Rioblanco è un comune della Colombia del dipartimento di Tolima. 
Il comune venne istituito nel 1984.